# 沙浦革命烈士纪念碑
沙浦革命烈士纪念碑是一处位于中国广东省肇庆市鼎湖区沙浦镇沙三管理区的纪念碑，2005年8月16日公布为第三批肇庆市文物保护单位。